# Валле-де-Ронсар
Валле-де-Ронсар (фр. Vallée-de-Ronsard) — муніципалітет у Франції, у регіоні Центр — Долина Луари, департамент Луар і Шер. Валле-де-Ронсар утворено 1 січня 2019 року шляхом злиття муніципалітетів Кутюр-сюр-Луар i Трее. Адміністративним центром муніципалітету є Кутюр-сюр-Луар. Населення — 519 осіб (01.01.2021).